# Grandrieu
Grandrieu község Franciaország déli részén, Lozère megyében. 2001-ben 758 lakosa volt.

## Fekvése
Grandrieu a Margeride-hegység keleti oldalán fekszik, Mende-tól   48 km-re északkeletre, 1140 méteres (a községterület 867-1317 méteres) tengerszint feletti magasságban, a Grandrieu patak partján. Északkeleti határát a Chapeauroux patak alkotja. A községterület 23%-át (1472 hektár) erdő borítja.
Északról Saint-Symphorien és Laval-Atger, keletről Auroux, délről Saint-Jean-la-Fouillouse, Saint-Sauveur-de-Ginestoux és La Panouse, nyugatról pedig Saint-Paul-le-Froid községekkel határos.
A D985-ös megyei út Châteauneuf-de-Randon (19 km) és Saugues (25 km); a D5-ös a Bouviers-hágón keresztül Saint-Denis-en-Margeride (17 km), valamint Laval-Atger (9 km); a D60-as pedig Pierrefiche (15 km ) felé teremt összeköttetést.
A községhez tartozik La Chapelle, Montagnac, La Bataille, Chabestras, L´Aldeyrès, Aubespeyre, Le Veymen, Bouchet-Fraisse, Florensac és Sainte-Colombe-de-Montauroux.

## Története
Az ókorban erre haladt a Lyont Toulouse-zal összekötő Via Agrippa. A település a nevét a Grandrieu patakról kapta (le rieu - patak). 1305-ben a mende-i püspökséghez tartozó egyházközségként említik.
1965. február 1-jén a korábban önálló Sainte-Colombe-de-Montauroux község csatlakozott Grandrieu-höz. Napjainkban a fő gazdasági ágazatok a fakitermelés, a szarvasmarhatartás és az idegenforgalom. 1956-1985 között uránbánya is működött a község területén (Pierre Plantée).

### Demográfia
| Év   | Lakosság |
| ---- | -------- |
| 1793 | 1560     |
| 1851 | 1626     |
| 1876 | 1646     |
| 1901 | 1599     |
| 1936 | 1231     |

| Év   | Lakosság |
| ---- | -------- |
| 1946 | 1116     |
| 1954 | 1014     |
| 1962 | 940      |
| 1968 | 1044     |

| Év   | Lakosság |
| ---- | -------- |
| 1975 | 963      |
| 1982 | 876      |
| 1990 | 844      |
| 2010 | 760      |

## Nevezetességei
- A Saint-Martin temploma román stílusban épült a 12-13. században. A Sacré-Cœur kápolnában 14. századi freskók találhatóak.
- Sainte-Colombe-de-Montauroux temploma román-gótikus stílusban épült.
- A Saint-Méen-kápolna (19. század) gyógyvizéről nevezetes zarándokhely.
- Loubeyrac-vízesés
- A község legrégibb kőkeresztje 1630-ból származik.
- Grandrieu három kőkútja a 19. század végéről származik.[4]
- Az első világháború áldozatainak emlékművét 1925-ben emelték.[5]

## Kapcsolódó szócikk
- Lozère megye községei

## Testvértelepülés
- Sivry-Rance, Belgium (a belga község egyik településrészét szintén Grandrieu-nek hívják)